# ThinkPad
ThinkPad er en produktrække af bærbare computere oprindeligt produceret og designet af IBM, men i dag ejet og markedsført af Lenovo. ThinkPad-serien er for mange kendetegnet af solide og kraftige bærbare computere. Serien var oprindeligt målrettet til forretningsbrug, men den markedsføres og sælges i dag til mange forskellige brugertyper.
ThinkPad-serien er produceret siden 1992, og har hele vejen op til i dag beholdt samme gennemgående features:
- Sort design, med kabinetter af hård plast forstærket med kulfiber, magnesium eller titanium
- TrackPoint pegeværktøj, en lille rød knop i midten af tastaturet i forhold til de almindelige touchpads
- Tastatur i fuld størrelse

I udviklingen af ThinkPad-computerne er flere features dukket op:
- UltraBay, Lenovos on-the-go udskiftelige drevslot som kan indeholde cd-drev (batterier, ekstra harddisk m.m.)
- To antenner til trådløst internet for mere stabil forbindelse
- ThinkLight, tastaturbelysning placeret i skærmen.
- Active Protection System ("harddisk-airbag") som opfatter, når computeren tabes, og parkerer derefter læsehovedet i en sikker position for at forhindre datatab.
- Fingeraftrykslæser der giver højere sikkerhed end et almindeligt kodeord.

## ThinkPad-historie
I 1992 introducerede IBM de første ThinkPads, 700 og 700C til markedet. 700C, med Microsoft Windows 3.1 operationssystem, 25 Mhz 486SLC processor, 120 MB harddisk, industriens første 10,4" TFT-farveskærm, dimensioner på 56 x 297 x 210 mm, en vægt på 3 kg, kostede 4.350$.
ThinkPad 560 blev en af de første tynde ThinkPads, med Intel Pentium 100-133 MHz CPU, 12,1"/11,3" TFT/DSTN-skærm, 8MB RAM, og op til 2100 MB harddisk. Den vejede 1,9 kg. Den blev lanceret i 1996 med stor succes.
I 2005 købte kinesiske Lenovo IBM's pc-afdeling, og i dag bliver ThinkPad-serien fremstillet af samme.

## ThinkPad-serier
Liste over forskellige serier af ThinkPad-modeller.
- ThinkPad A: "Alt i en"-bærbar, tung, stor og med tre drevpladser, heraf 2 udskiftelige. Nogle af "p"-modellerne var de første ThinkPads tilgængelige med 15" UXGA "FlexView" skærm. Den mest bemærkelsesværdige model i A-serien var A31p, markedsført som de første mobile "workstations". Der er nu "desktop replacements"-konfigurationer til at erstatte A-serien. Udgået i 2004.
- ThinkPad G: "Desktop replacement"-maskiner bygget omkring almindelige stationære processorer, store og tunge med begrænset batteritid. Udgået i 2005.
- ThinkPad i-serien: Billig forbrugercomputer fremstillet af Acer med licens fra IBM. I serien var de første ThinkPads med Windows- og Menu-knapper, udbredt af Microsoft og senere udbredt på andre bærbare computere. Serien er udgået.
- ThinkPad R: Bærbar computer tiltænkt til basale businessbehov, to interne drevpladser, en af dem udskiftelig. Modeller med et tilføjet 'e' (economy) er nedskårede, billigere modeller. R30/R31/R40e modellerne blev fremstillet under Lenovos licens.
- ThinkPad S: Subnotebook, ekstrem lille og let, produceret udelukkende til det japanske marked. Udgået.
- ThinkPad T: Tynd og let bærbar computer målrettet firmaer. To interne drev, et af dem udskifteligt.
- ThinkPad X: Subnotebook, meget lille og let, intern harddisk, intet optisk drev, 12" skærm. En "tablet" version (X41 Tablet) blev introduceret i juni 2005. I februar 2008 blev en ny version af X serien lanceret, X300. Denne version var den første i X serien med optisk drev, af andre nye features kan nævnes: 13,3" widescreen med LED backlight, solid state disk, GPS, WWAN.
- ThinkPad Z: Den første ThinkPad målrettet underholdningsbrug med widescreenskærm, også den første ThinkPad der blev introduceret efter Lenovo havde købt IBM. Produktionen startede i 2005. Z-serien er den første ThinkPad model siden i-serien med Windows- og Menu-knapper.
- ThinkPad W: En serie mobile workstations designet med henblik på CAD/CAM brugere, 3D og video-grafikere og fotografer.